# Qutdleq
Qutdleq är en ö i Grönland (Kungariket Danmark).   Den ligger i kommunen Kujalleq, i den södra delen av Grönland, 600 km sydost om huvudstaden Nuuk. Arean är 7,0 kvadratkilometer.
Terrängen på Qutdleq är lite kuperad. Öns högsta punkt är 452 meter över havet. Den sträcker sig 3,2 kilometer i nord-sydlig riktning, och 3,7 kilometer i öst-västlig riktning.